# Baker Electric (1900)

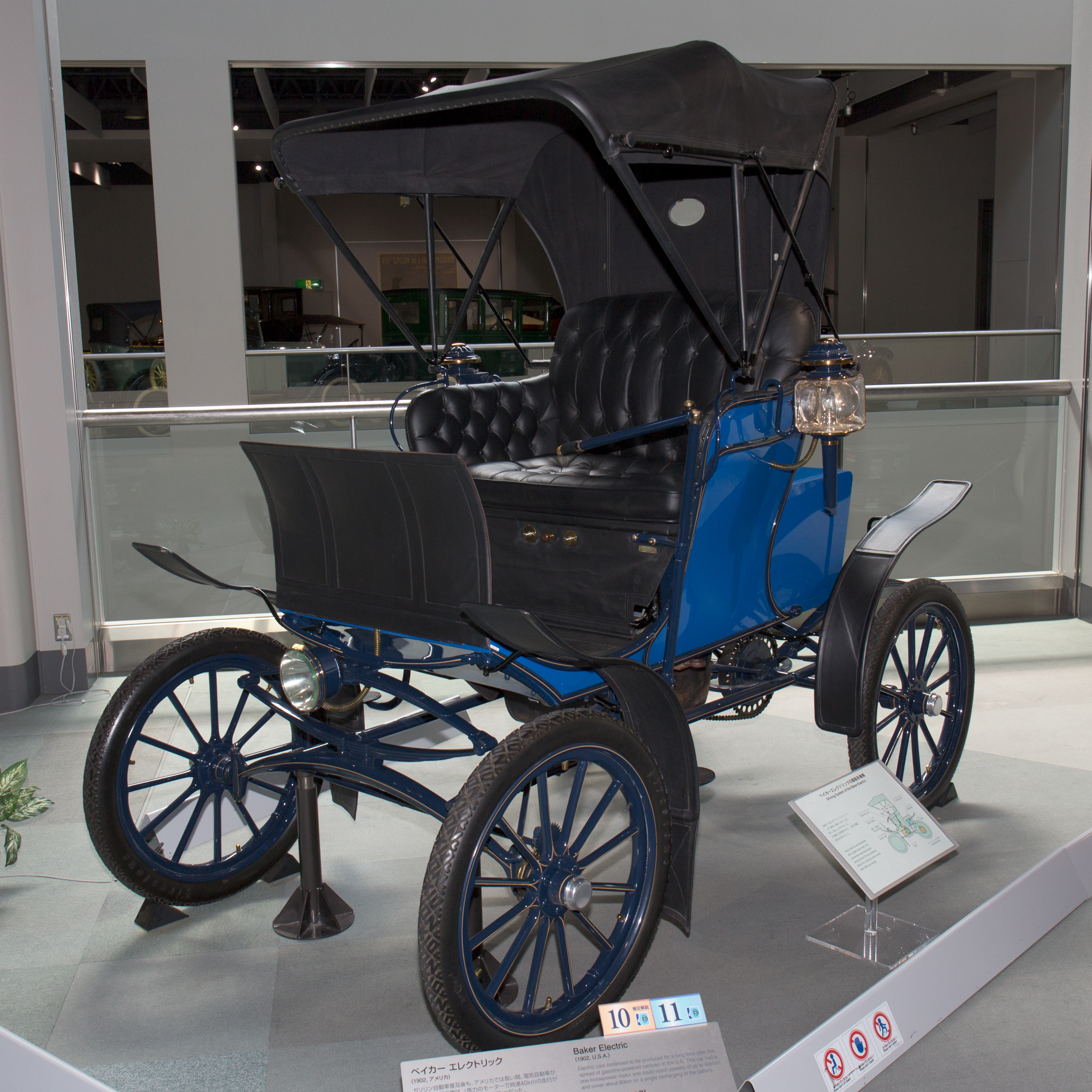
Baker Elektric (Bj. 1902)

Der Baker Electric (1900) war ein Elektroauto der Baker Motor Vehicle Company, das erstmals 1900 auf der Automobil-Show im Madison Square Garden, New York, der Öffentlichkeit gezeigt wurde. Der Baker Electric war ein offenes Fahrzeug und bot Platz für zwei Personen. Er verfügte über einen Antrieb – auf den Baker ein Patent hielt – mit einer Leistung von 0,75 PS, die Reichweite des Elektroautos lag bei etwa 32 km. Der erste „Baker Electric“ wurde von Thomas Edison erworben, der damit Versuche mit seinen neuen Nickel-Batterien durchführte. 1906 wurde von Baker das Nachfolgemodell Imperial vorgestellt.